# Teresina Martorell i Fons
Teresina Martorell i Fons (El Vendrell, 11 de novembre de 1890 - íd., 8 d'abril de 1984) fou una mestra i pedagoga vendrellenca.
Filla de Pau Martorell i Julivert, boter, i de Carme Fons i Marquès, va començar treballant de modista, però l'any 1916 es posà a estudiar Magisteri al Vendrell i a Tarragona. Començà a exercir de mestra al Vendrell l'any 1921, aplicant els corrents educatius més innovadors. Abans de la Guerra Civil la seva era l'única escola de la comarca on s'impartia batxillerat.
L'any 1932 va fer classes de gramàtica catalana a la secció cultural de la Lira Vendrellenca. Durant la guerra, suprimida la seva escola, es va integrar al Consell de l'Escola Nova Unificada i va fer les classes a la seu dels Germans Carmelites. Després tornà a la seva escola, situada al carrer Major. Al Col·legi Martorell s’hi impartia primària, batxillerat i comerç, i aquesta oferta educativa va formar la majoria de mestres del municipi dels anys cinquanta i seixanta i va permetre preparar molts i moltes alumnes per seguir estudis universitaris. Teresina Martorell es retirà l'any 1973, quan tenia 83 anys.

## Reconeixement i memòria
Gràcies a la seva tasca un bon nombre de dones del Vendrell i de la comarca van poder estudiar i exercir una professió, principalment la de mestra, en uns anys en què això no era fàcil ni estava a l'abast de manera general; per això se la considera una lluitadora per la igualtat i se li vol reconèixer la labor que dugué a terme.
Des de l'any 1996 l'Ajuntament del Vendrell atorga el Premi Teresina Martorell, que reconeix tasques de valor social realitzades per dones al municipi i es lliura amb motiu del 8 de març. La concessió d'aquest guardó, interromput després de 2007, es recuperà l'any 2022, quan arribava a la desena edició.
També se li ha dedicat un parc del municipi i un Institut Escola porta el seu nom.